# Senyalització digital
Digital Signage (en català, Senyalització digital) es refereix a l'ús de continguts digitals emesos a través de pantalles com per exemple LCD, Plasma, LED, etc. Aquesta nova tecnologia substitueix cada vegada més els cartells tradicionals per a millorar la presentació i promoció de productes, per visualitzar tota mena d'informació o fins i tot per facilitar la interacció amb els continguts.
Però no es tracta només de la presentació de continguts dinàmics en comptes d'estàtics. L'objectiu és crear una xarxa de sistemes audiovisuals amb continguts diàriament actualitzats. La combinació del maquinari, un software especial per al reproductor i la gestió de continguts, la connexió amb Internet o una altra tecnologia que permet l'actualització remota, com UMTS es diu: Digital Signage.

## Aplicació
Existeix una gamma àmplia de possibles aplicacions tant per l'ús interior (angl. indoor) com l'ús exterior (angl. outdoor). A l'interior d'empreses, botigues, grans superfícies, centres comercials, en el punt de venda (ingl. Point of Sale) per cridar l'atenció del client, capturar al consumidor amb continguts dinàmics o per a millor la comunicació entre empresa / marca i consumidor.
L'ús exterior gairebé sempre està relacionat amb el concepte publicitari "Out-of-Home-Media" (Publicitat Exterior). El seu èxit es basa en el gran impacte 1. per les dimensions de les pantalles 2. degut a la instal·lació en zones amb alta freqüència de persones. (Estacions de tren, metro, Aeroports, etc.) 
La tecnologia permet una planificació exacta i més eficiència de campanyes publicitàries, ja que el contingut pot ser adaptat (o s'adapta automàticament, mireu: MÀRQUETING I Digital Signage) al grup objectiu. A més, la combinació de continguts interessants (notícies, agenda local, vídeos, anuncis) garanteix una alta atenció i acceptació per part dels consumidors.
Una aplicació típica seria una xarxa de pantalles per franquícies (per exemple, un supermercat). Des de la central es realitza la gestió i la distribució del contingut que surt a les pantalles de cada sucursal. Totes les pantalles poden mostrar el mateix contingut o diferents. En comparació amb la cartelleria tradicional (ingl. paper signage) la despesa és menor, ja que la impressió de paper és innecessària i el sistema Digital Signage permet reaccionar amb més flexibilitat a les necessitats de cada negoci.

## Tecnologia
Per a la instal·lació d'un sistema Digital Signage fan falta diversos components, tant a nivell informàtic com a nivell conceptual:
1. Maquinari: Per reproduir els continguts es necessita - a part d'una pantalla-un PC-client (pc normal o específic) amb connexió (a) internet i una pantalla.
2. Programari: La producció i sobretot la gestió dels continguts funciona amb l'ajuda d'un software especial. La distribució dels continguts (textos, animacions, vídeos, imatges ...) es realitza a través d'internet perquè arribin al moment a la seva destinació: el punt de venda, punt d'informació, pantalla publicitària, etc.

Cada vegada hi ha més sistemes sofisticats per a oferir una solució completa al client final: Tòtems amb pantalles incorporades, quioscos, mobiliari urbà amb funcions interactives, etc.

## Avantatges i Beneficis
No hi ha un límit de llocs on es pot aplicar aquesta nova tecnologia. Pràcticament en tots els llocs on es necessita informar i promocionar podem millorar la comunicació i reduir despeses utilitzant un sistema Digital Signage.

## Màrqueting i Digital Signage
Més del 70% de les compres es decideixen en el punt de venda. Segons dades facilitades per l'associació global de màrqueting Popai, els displays dinàmics incrementen les vendes en un 83%, mentre que els estàtics ho fan en un 39%.
El punt més atacat per part dels escèptics sempre ha estat la manca de mesurament de l'impacte d'aquest nou mitjà i, per tant, un ROI (retorn de capital invertit) incalculable. Però cada vegada hi ha més tecnologies que són capaç de mesurar l'impacte de la publicitat emesa perquè aconsegueixen detectar si hi ha una persona davant de la pantalla, si contempla el contingut, etc.
A més poden reconèixer el gènere i altres dades demogràfiques i adaptar l'anunci publicitari de la pantalla a l'instant. Aquests softwares realment aconsegueixen mesurar la relació entre tràfic de persones en una botiga i l'impacte real que té la publicitat.